# 卡纳维拉尔角空军基地37号航天发射台
卡纳维拉尔角空军基地37号航天发射复合体 (SLC-37)即从前的37号发射复合体(LC-37)，是位于美国佛罗里达州卡纳维拉尔角梅里特岛的一处发射场。始建于1959年，NASA在1963年接手用来发射土星一号。发射复合体由两个发射台组成。LC-37A还未曾使用。LC-37B发射了土星一号，后来经过改造后在20世纪60年代中期发射了土星1B号，包括阿波罗登月舱的首次载人测试。而今仍然用于发射波音公司生产的德尔塔四号。
发射场的首次使用是测试土星一号的SA-5无人测试。1968年，发射场发射了阿波罗5号后被封闭，2002年又重新启用。
发射场的原始构架是使用移动服务体配合火箭发射，可用于两个发射台。

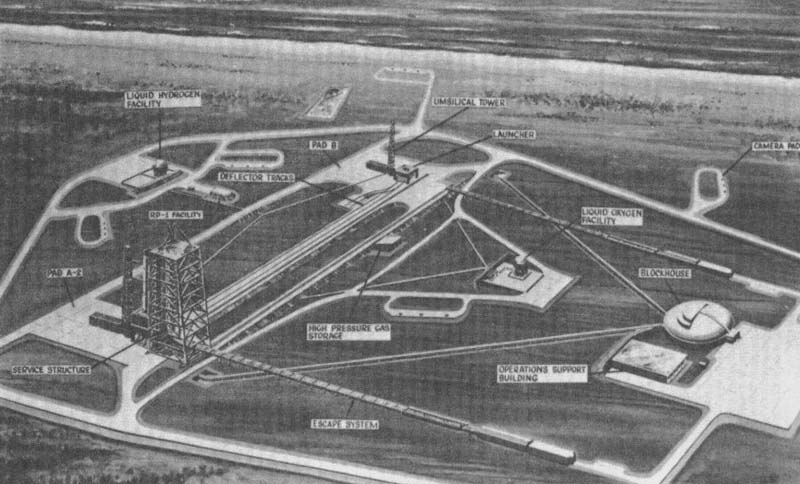
20世纪60年代的LC-37